# Chanés
Los chanés (en guaraní tapii: "esclavo") izoceños o isoseños (de los bañados de Izozog), constituyen la fracción menos guaranizada del pueblo avá guaraní o chiriguano, formada sobre la base de una etnia de origen arahuaco del Chaco occidental, que hace aproximadamente 2500 años abandonó la región de las Guayanas migrando hacia el sur. Una de sus parcialidades se estableció en los Llanos de Manso en el noroeste chaquense de la actual Argentina y al sur de la actual Bolivia, se mixogenizó con grupos guaraníes y luego migró hacia el sur. En Argentina se autoidentifican como un pueblo distinto de los avá-guaraníes y utilizan el etnónimo chané destacando su herencia arahuaca, pero los que permanecieron en Bolivia se denominan izoceños, destacan primeramente su herencia guaraní y se agrupan como un mismo pueblo con los avá.

## Historia
Miles de años antes de Cristo los arahuacos fueron poblando las islas del mar Caribe pasando de isla en isla. El final de esta lenta expansión fue su llegada a la isla de Cuba y a Santo Domingo, en mitad de las Grandes Antillas, que ya estaba poblada desde hace 5000 años.
Por razones desconocidas, entre el año 1500 a. C. y el 800, grupos agrícolas de origen arahuaco provenientes de tierras bajas (Surinam) abandonaron su hábitat y migraron hacia el sur portando una tradición cerámica incisa. Excavaciones realizadas en Pailón y en la traza del gasoducto de Bolivia al Brasil confirman la presencia chané en la región desde el siglo VIII.
Cronistas como Diego Felipe de Alcaya, cuentan de un pueblo viviente entre los contrafuertes de la cordillera andina y el curso medio del río Guapay. En la gran planicie, los valles, y a lo largo y ancho de las riberas estaban establecidas y confederadas las comunidades bajo el mando superior de un caudillo, a quien Alcaya designó con el título de rey. Este llevaba el nombre dinástico de Grigotá, tenía una cómoda vivienda y vestía una especie de camisa de vivos colores. Subordinados a él, disponiendo de centenares de guerreros estaban los caciques a quienes se los nombra como Goligoli, Tundi y Vitupué.
Los chanés establecieron relaciones comerciales con los quechuas del Imperio incaico y tribus arahuacas como los moxos. El Inca en su afán de expandir su imperio hacia el sudeste envió al príncipe Guacane quien logró un acuerdo con Grigotá para contrarrestar los ataques de las aguerridas hordas guaraníes, y fundó una ciudad al costado del templo preincaico del Fuerte de Samaipata. Los quechuas establecieron varios fuertes en los valles poblados por chanés entre la serranía de la Siberia y el río Guapay.
Previo a la llegada de los españoles, los guaraníes (a quienes también se conocen como chiriguanos) invadieron los llanos y valles chanés en el siglo XV, derrotando al inca Guacane y a su hermano Condori, y los soldados quechuas se retiraron hasta la región de Pojo. Los guaraníes ocuparon Samaipata donde tomaron a las mujeres quechuas y chanés. El cacique Grigotá logró una victoria contra los chiriguanos, pero finalmente también su territorio sucumbió a la invasión guaraní que dominó toda la región. 
Los chanés fueron esclavizados por los guaraníes, conservaron su identidad étnica pero perdieron su lengua arahuaca original hace aproximadamente 300 años, adoptando una forma del guaraní. Muchas mujeres chanés fueron tomadas como esposas de sus amos guaraníes, lo que dio lugar a cierta fusión de ambos pueblos que dio lugar al conjunto chiriguano. En 1892 el Ejército de Bolivia derrotó a los chiriguanos en la batalla de Kuruyuki (Curuyuqui), con lo que los chanés consiguieron liberarse de la esclavitud, migrando muchos a Argentina.
Durante la guerra del Chaco en 1934 unos 2500 izoceños fueron llevados prisioneros al Paraguay, la mayoría de los cuales retornó luego al Izozog y emigró a Argentina.

## Reducciones franciscanas
Las misiones católicas entre los chanés de Bolivia fueron fundadas por franciscanos del colegio de Tarija:
- Concepción de Pilpilí, fundada hacia 1758 por los padres Tomás Amaya y Francisco del Pilar con unos 100 chanés. Subsistió hasta 1792.
- San Francisco de Azero, fundada en 1758 por los padres Tomás Amaya y Francisco del Pilar con chanés a orillas del río Azero. Llegó a tener una población de 2000 indígenas.
- Nuestra Señora de la Candelaria de Ití, fundada por Francisco del Pilar el 30 de abril de 1789 con chanés. Hacia 1799 tenía 1014 habitantes.

## Cultura

Mujer chané fotografiada en la región del Gran Chaco en 1909.

Piezas de alfarería encontradas en la campiña del departamento de Santa Cruz y aun dentro del actual recinto de la ciudad de Santa Cruz de la Sierra, revelan que la comarca sirvió de morada a pueblos poseedores de un grado de cultura. Se ha dado el nombre de chané a ese vestigio de primitiva cultura aborigen y se aplica la misma designación a la gente que la poseyeron y fueron los creadores de aquella cerámica.
Los antiguos chanés eran agricultores, cazadores y pescadores. Con un sistema social desarrollado donde los linajes determinaban los rangos sociales. Eran un pueblo sedentario, construían asentamientos densamente poblados, con grandes casas comunes y rodeados de sus cultivos. Entre sus cultivos se encontraban el maíz, el maní, el algodón, la mandioca (o yuca), el zapallo y los porotos. Desarrollaron sistemas de irrigación para sus cultivos, que aún son utilizados por sus descendientes en Izozog, para poder cultivar satisfactoriamente en una región que carece de agua por más de seis meses. Utilizaban hábilmente la cerámica, labraban la piedra, y enterraban a sus muertos junto con herramientas, utensilios y víveres. Se han encontrado restos arqueológicos chanés en Samaipata (ruinas de un observatorio cósmico), valle Abajo, Mairana, Portachuelo, Okinawa, Cotoca, e inclusive en la región metropolitana de Santa Cruz de la Sierra.
Como cultura viva, aun persisten muestras de cerámica, tejidos, elaboradas máscaras de madera y sistemas de irrigación en la región de Izozog. 

## Izoceños

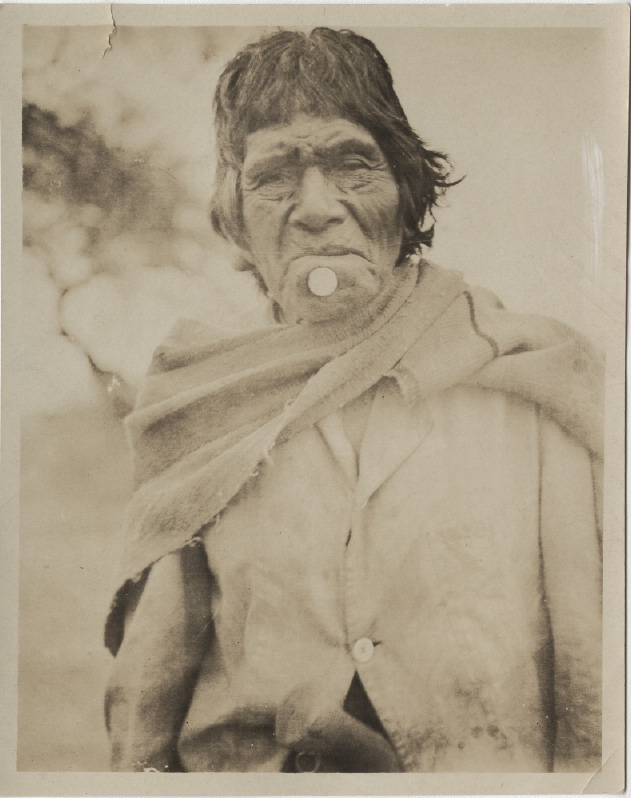
Chiriguano de Bolivia, 1908-1909.

Los izoceños (autodenominados tapy’y o timanka) se diferencian por haber tenido un contacto menor con los guaraníes, pero se consideran a sí mismos guaraníes. En Bolivia viven a lo largo del río Parapetí en el departamento de Santa Cruz. En el Izozog forman una capitanía que tiene al frente un capitán grande generalmente hereditario, que administra el parque nacional Kaa Iya. Desde 1994 han sido agrupados en una subalcaldía. Los izoceños fueron visitados por Erland Nordenskiöld en la década de 1920, quien observó que había hablantes del idioma chané, idioma que hacia 1980 todavía era conservado por unos pocos ancianos izoceños.

### Organización en Bolivia
En Bolivia se hallan organizados y forman parte de la Conferderación de Pueblos Indígenas de Bolivia, organización que fundaron junto a chiquitanos, ayoreos y guarayos. 

### Contacto y relaciones con otras culturas
Los demás descendientes de la cultura chané se mestizaron en un principio con los guaraníes, posteriormente con los colonizadores españoles y durante los últimos dos siglos con el flujo migratorio de europeos, árabes, y migrantes de otras partes de Bolivia y Argentina. La cultura chané es un componente importante de la herencia cultural y étnica de las actuales poblaciones del Gran Chaco, los valles y valles subandinos de los departamentos de Tarija, Chuquisaca y Santa Cruz en Bolivia; este de las provincias de Salta y Jujuy y norte de Formosa en Argentina; y el norte de los departamentos de Alto Paraguay y Boquerón en Paraguay.

## Chanés en Argentina
En Argentina los chanés viven en el noreste de la provincia de Salta en las localidades de Tuyuntí, Campo Durán y Pichanal. En la provincia de Jujuy habitan en las proximidades de Ledesma y San Pedro. 
Desde 1995 el Instituto Nacional de Asuntos Indígenas (INAI) comenzó a reconocer personería jurídica mediante inscripción en el Registro Nacional de Comunidades Indígenas (RENACI) a comunidades indígenas de Argentina, entre ellas las ubicadas en el departamento General José de San Martín de la provincia de Salta:
- Comunidad Aborigen de Ikira (el 17 de febrero de 2009) (en el municipio de Aguaray)
- Comunidad San José (el 1 de septiembre de 2000) (en Coronel Cornejo, municipio de General Mosconi)
- Comunidad Capiazuti (guaraní-chané) (el 1 de septiembre de 2000) (en el municipio de Aguaray)

La provincia de Salta reconoció la personería jurídica en el orden provincial a 4 comunidades chanés adicionales ubicadas en el departamento General José de San Martín:
- Consejo Comunitario Chané Tuyuntí Aguaray (el 22 de diciembre de 1997) (en Tuyuntí, municipio de Aguaray)
- Centro Comunitario Algarrobal Etnia Chané (el 2 de julio de 2002) (en el municipio de Aguaray)
- Comunidad Aborigen Chané Tutiatí (el 7 de agosto de 2002) (en Campo Durán, municipio de Aguaray)
- Comunidad Chané Arakua Iya (en Coronel Cornejo, municipio de General Mosconi)

En la provincia de Jujuy, departamento Ledesma, sin personería jurídica pero con relevamiento técnico, jurídico, catastral concluido se halla:
- Comunidad Kuaras+Yande Mboe B+Pe (de Yuto)

La Encuesta Complementaria de Pueblos Indígenas (ECPI) 2004-2005, complementaria del Censo Nacional de Población, Hogares y Viviendas 2001, dio como resultado que se reconocieron o descienden en primera generación del pueblo chané 2099 personas en la provincia de Salta. De los cuales 1949 residen en comunidades. En todo el país se autorreconocieron 4376 chanés, 2016 viviendo en comunidades.
El Censo Nacional de Población de 2010 en Argentina reveló la existencia de 3034 personas que se autorreconocieron como chanés en todo el país, 1862 de los cuales en la provincia de Salta. El resultado general también incluyó a 486 en la provincia de Entre Ríos, lo cual es improbable y debe corresponder a la confusión[cita requerida] de los censistas con los descendientes de chanás.